# Jethren Barr
Jethren Barr (Durban, 13 de septiembre de 1995) es un futbolista sudafricano que juega en la demarcación de portero y que actualmente se encuentra sin equipo.

## Selección nacional
Tras jugar en la selección de fútbol sub-17 de Sudáfrica, la sub-20 y la sub-23, finalmente hizo su debut con la selección absoluta el 5 de julio de 2023 en un encuentro de la Copa COSAFA 2023 contra Namibia que finalizó con un resultado de empate a uno tras un gol de Rowan Human para Sudáfrica, y de Elmo Kambindu para Namibia.

## Clubes
| Club                     | País              | Año       | Partidos | Goles |
| ------------------------ | ----------------- | --------- | -------- | ----- |
| Bidvest Wits FC          | Sudáfrica         | 2012-2016 | 1        | 0     |
| Stellenbosch FC (cedido) | Sudáfrica         | 2016-2027 | 11       | 0     |
| Maritzburg United FC     | Sudáfrica         | 2017-2021 | 7        | 0     |
| Portadown FC             | Irlanda del Norte | 2021-2023 | 66       | 0     |
| Drogheda United FC       | Irlanda           | 2024      | 8        | 0     |